# هجوم الهول 2015
هجوم الهول 2015 كان هجوم شنته قوات سوريا الديمقراطية خلال الحرب الأهلية السورية، من أجل السيطرة على بلدة الهول الإستراتيجية والريف المجاور من تنظيم الدولة الإسلامية (داعش). تألف الهجوم من عمليات منفصلة في ثلاث مناطق مختلفة: تل براك، والهول، والريف الجنوبي لمدينة الحسكة.

## روابط خارجية
- خرائط هجوم الهول